# I Care a Lot
I Care a Lot är en amerikansk komedithrillerfilm från 2020, vars manus och regi är gjord av J Blakeson. I rollerna ses Rosamund Pike, Peter Dinklage, Eiza González, Chris Messina, Macon Blair, Alicia Witt och Damian Young. Även Isiah Whitlock Jr. och Dianne Wiest medverkar i varsin roll i denna film.

## Handling
Filmen följer en lurendrejare till kvinna vid namn Marla Grayson, som försörjer sig själv som en domstolsutsedd vårdnadshavare, och beslagtar och säljer vidare saker och tillhörigheter från sina äldre vårdtagare, däribland en kvinna vid namn Jennifer Peterson. Men det Marla från början inte vet om Jennifer, är att hennes son, Roman Lunyov, praktiskt taget råkar vara en stor och mäktig maffiaboss, vilket ska komma att försvåra arbetet med hans rika och förmögna mamma.

## Rollista
| Rosamund Pike      | – Marla Grayson     |
| Peter Dinklage     | – Roman Lunyov      |
| Eiza González      | – Fran              |
| Dianne Wiest       | – Jennifer Peterson |
| Chris Messina      | – Dean Ericson      |
| Isiah Whitlock Jr. | – Domare Lomax      |
| Macon Blair        | – Feldstrom         |
| Alicia Witt        | – Dr. Karen Amos    |
| Damian Young       | – Sam Rice          |
| Nicholas Logan     | – Alexi Ignatyev    |